# Estola columbiana
Estola columbiana là một loài bọ cánh cứng trong họ Cerambycidae.